# مضاربة غذائية
المضاربة على الغذاء هو تراهن على أسعار الغذاء في الأسواق المالية.
يقال إن المضاربات الغذائية من قبل اللاعبين العالميين مثل البنوك، صناديق التحوط أو صناديق التقاعد تسبب تقلبات في أسعار المواد الغذائية الأساسية مثل القمح والذرة وفول الصويا.
وقد جادل آدم سميث هذه النظرية في عام 1776، وقال إن السبب الوحيد وراء كسب المال من تجارة السلع هو الشراء بسعر منخفض والبيع بسعر أعلى.. الأمر الذي يؤدي إلى تخفيف تقلبات الأسعار وتخفيف النقص.
يعتقد البعض أن أزمة أسعار الغذاء العالمية في 2007-2008 قد نجمت جزئيًا عن المضاربة.